# I Can’t Wait (singel Akona)
I Can’t Wait – szósty singel senegalskiego rapera Akona nagrany wraz z T-Painem, pochodzący z jego drugiego albumu Konvicted. Utwór wydano w formacie digital download 14 kwietnia 2008 roku. Nie odniósł on dużego sukcesu. Zajął tylko #116 pozycję na liście UK Singles Chart.

## Lista utworów
1. „I Can Wait” (Radio Edit) – 3:46

## Pozycje
| Lista (2008)     | Pozycja |
| ---------------- | ------- |
| UK Singles Chart | 116     |